# 成基
株式会社成基（せいき）は、京都府京都市中京区に本部を置く学習塾。主に成基学園というブランドで近畿地方を中心に進学塾を展開している。ベネッセコーポレーションのグリムスクールや東進衛星予備校のフランチャイズも併営している。代表取締役の佐々木喜一は第2次安倍内閣によって設置された教育再生実行会議の有識者委員を務めた。

## 概要
主な業務は小学生、中学生、高校生を対象とした受験学習指導。
幼児教育
- TAM
- SSJ
- 成基グローバルキッズクラブ(GKC)
- アルゴクラブ
- はたママ倶楽部

中学・高校受験
- 成基学園小学部（中学受験コース）
- 成基学園中学部（高校受験コース）

大学受験
- 東進衛星予備校

映像授業
- S-Web
- 成基スマートスクール

個別指導
- ゴールフリー
- ゴールフリー・プラス
- 成基の家庭教師

## 出身著名人
- 前原誠司 - 前外務大臣、元国土交通大臣、国民民主党衆議院議員、元民進党代表[3][4][5]
- 松井孝治 - 慶應義塾大学教授、元参議院議員、元内閣官房副長官（民主党）[4][5]
- 溝畑宏 - 元内閣官房参与、元観光庁長官、大阪観光局局長[6]
- 山西利和 - 陸上選手（競歩）